# Granvik (Karlsborg)
Granvik ist eine kleine Ansiedlung in der schwedischen Gemeinde Karlsborg etwa zwölf Kilometer nördlich des Ortes Karlsborg am Westufer des Vättern. 
Granvik war zwischen dem 17. und 19. Jahrhundert ein Industrieort mit einem Hüttenwerk. Das Zentrum bildete der Gutshof. Zusammen mit alten Wirtschaftsgebäuden und Arbeiterwohnungen bildet er heute ein kulturhistorisch wertvolles Milieu. 
Granvik liegt in einem Naturschutzgebiet, das den Küstenstreifen und die vorgelagerten Schären umfasst. Bei Granvik treffen sich auch die Weitwanderwege Bergslagsleden und Västra Vätterleden. 